# ГМС-2001
ГМС-2001  — одна из серий панельных жилых домов из изолированных блок-секций. Годы строительства с 2003 по 2014. Дома данного типа строились только Москве и ближнем Подмосковье.

## Описание
ГМС-2001 — это дома нового поколения. Их строят с использованием технологии полносборного индустриального домостроения. Конструктив выполнен таким образом, что здание становится более устойчивым к землетрясениям и с защитой от прогрессивного разрушения (цепная реакция при обрушении одной из секций здания, которая приводит к обрушению соседних секций).
В проекте предусмотрено наличие встроенных нежилых помещений на первом этаже. Особенностью стали санузлы — они не примыкают к стенам соседних квартир.
Дома серии ГМС-1 (Главмосстрой-2001) внешне узнаваемы по узким парным окнам во многих комнатах, по характерной только для этой серии фактуре внешних панелей.
Достоинства этой серии вполне очевидны[кому?] — увеличенные площади квартир, дополнительные санузлы в 3х комнатных квартирах и наличие большого количества встроенных обслуживающих помещений на первом этаже (колясочная, пандусы, помещение консъержа, электрощитовые и пр).
Из недостатков можно выделить узкие коридоры во многих квартирах и ограниченные возможности перепланировок ввиду наличия большого количества несущих стен внутри квартир.

## Основные характеристики
| Количество секций (подъездов) | 1 и более                                      |
| Этажность                     | 9-18, наиболее распространенный вариант — 17   |
| Высота потолков               | 2.80                                           |
| Лифты                         | пассажирский 400 кг, грузопассажирский 630 кг. |
| Балконы                       | остекленные лоджии во всех квартирах           |
| Количество квартир на этаже   | 3, 4                                           |
| Годы строительства            | с 2003 по 2014                                 |
| Перспектива сноса             | Сносу не подлежат, капремонта не требуют       |

## Площади квартир
| Комнатность          | Общая, м² | Жилая, м² | Кухня, м² |
| 1-комнатная квартира | 38-43     | 17-19     | 9-10      |
| 2-комнатная квартира | 53-78     | 29-43     | 9-11      |
| 3-комнатная квартира | 72-106    | 40-61     | 9-12      |
| 4-комнатная квартира | 95-120    | 64-72     | 11-12     |

## Строительные конструкции
| Санузлы          | раздельные, в 3-х квартирах 2 санузла |
| Лестницы         | незадымляемые, с выходом на общий балкон |
| Мусоропровод     | с загрузочным клапаном на каждом этаже |
| Вентиляция       | естественная вытяжная в сантехкабине (санузле) и в коридоре |
| Наружные стены   | навесные трехслойные панели (бетон-утеплитель-бетон) общей толщиной 340мм.                                                                                           |
| Внутренние стены | железобетонные панели толщиной 16 и 18 см |
| Перекрытия       | беспустотные железобетонные плиты толщиной 16 см |
| Несущие стены    | внутренние межквартирные и межкомнатные продольные и поперечные. Пробивание дополнительных проемов допускается только по согласованию с соответствующими инстанциями |
| Тип кровли       | плоская; покрытие — рулонное |

## Примечание
1. ↑  Шерешевский И.А. Конструирование гражданских зданий. — М.: Архитектура-С, 2005.